# Герб Белян (Варшава)
Герб Белян (пол. Herb Bielan) — официальный символ Варшавского района Беляны.

## Описание
На двудольном щите в поле правом золотом король, стоящий в бело-красной мантии и в золотой короне с таким же скипетром и королевским яблоком, в поле левом красном на золотом холме белый костёл, увенчанный крестом и двумя башенками.
Оригинальный текст (пол.)Na tarczy dwudzielnej w słup w polu prawym złotym król stojący w szacie biało — czerwonej w koronie złotej z takimż berłem i jabłkiem królewskim, w polu lewym czerwonym na wzgórzu złotym kościół biały zwieńczony krzyżem i dwoma sterczynami.— Urząd Dzielnicy Bielany.
Символика герба отображает древнейшие традиции и историю Белян. Фигура монарха символизирует польских королей, сыгравших важную роль в истории Белян — Яна Казимира, Михаила Корибут Вишневецкого и Владислава IV, который во время русско-польской войны 1632—1634 годов дал клятву, в результате чего в 1659 году в Белянах был основан монастырь камальдулов. Это был благодарственный жест короля за то, что он получил корону и выиграл смоленскую кампанию.
Белый костёл, изображённый на гербе символизирует монастырь камальдулов, внесённый в реестр памятников Варшавы, как самое древнее культовое сооружение в Белянах. Кроме того, считается, что название местности Беляны происходит от белых одеяний монахов, населяющих монастырь.
Официальные цвета герба — золотой (желтый), серебряный (белый), зелёный и красный. Золотисто-жёлтый и красный соотносятся с официальными цветами Варшавы, а белый (цвет костёла и королевских одежд) — с названием района (Беляны).